# Тризна, Николай
Николай Тризна (ум. 10 октября 1640) — государственный деятель Великого княжества Литовского, занимавший посты подскарбия и кухмистра великих литовских.

## Биография
Родом из шляхетского рода Тризны герба «Гоздава», сын Григория Тризны, маршалка волковысского, и Раины Сапеги, дочери воеводы минского Богдана Сапеги. Подкоморий слонимский с 1608 года, кухмистр великий литовский в 1623—1635 годах и подскарбий великий литовский в 1635 году. Жертвовал в 1626 и 1640 годах средства на строительство монастыря и церкви в деревне Бытень. В 1632 году был выборщиком Владислава IV Вазы от воеводства новогрудского.
Был женат на Марине Дорогостайской, дочери воеводы полоцкого Николая Дорогостайского. Дети: Теофил, воевода берестейский; Регина, жена Гавриила Шемета; Теодора, жена Казимира Тышкевича.